# Finlandia ai Giochi della XXVI Olimpiade
La Finlandia partecipò ai Giochi della XXVI Olimpiade, svoltisi ad Atlanta, Stati Uniti, dal 19 luglio al 4 agosto 1996, con una delegazione di 76 atleti impegnati in quindici discipline.